# Hovkalendern
Hovkalendern är en årlig publikation som ges ut av Riksmarskalksämbetet och som redogör för medlemmarna av det svenska kungahuset och vissa ämbetsinnehavare vid Kungliga Hovstaterna, H.M. Konungens stab och Kungl. Maj:ts Orden samt de kungliga stiftelserna. 
Den första svenska hovkalendern gavs ut 1738—1741 och 1749—1823 av Kungliga Vetenskapsakademien. Den ersattes av den från 1813 utkomna Sveriges statskalender.
Efter att statskalender inskränkt sin redovisning av hovstaterna gavs istället publikationen Kungl. Hovstaterna ut i sex utgåvor 1966—1974. År 1975 slogs den ihop med Riksmarskalksämbetets placeringslista till den nya hovkalendern. Hovkalendern har därefter kommit ut årligen, dock ej 2015, och Hovkalender 2017 samt 2019 gavs ut efter dröjsmål. Hovkalender 2023 tog slut i tryck och därför frisläpptes denna som nedladdningsbar pdf.

## Placeringslista
Riksmarskalksämbetet gav från 1930 ut en placeringslista till ledning vid Kungl. Maj:ts hov som knöt an till den tidigare rangrullan. Den infogades 1975 i hovkalendern. Placeringslistan utgick 2012.
Listan var uppdelad i tio grupper och namngav i 2008 års upplaga 431 namn, därtill tillkom titlar såsom ambassadör (grupp 7), hovdam (grupp 7), ledamot i Svenska akademien (grupp 7), kammarherre (grupp 8), slottsarkitekt vid Stockholms och Drottningholms slott (grupp 8), riksdagsledamot (grupp 8) med flera. Den sista titeln i Hovkalenderns sista grupp (10) är stiftssekreterare.